# 爪哇印度教

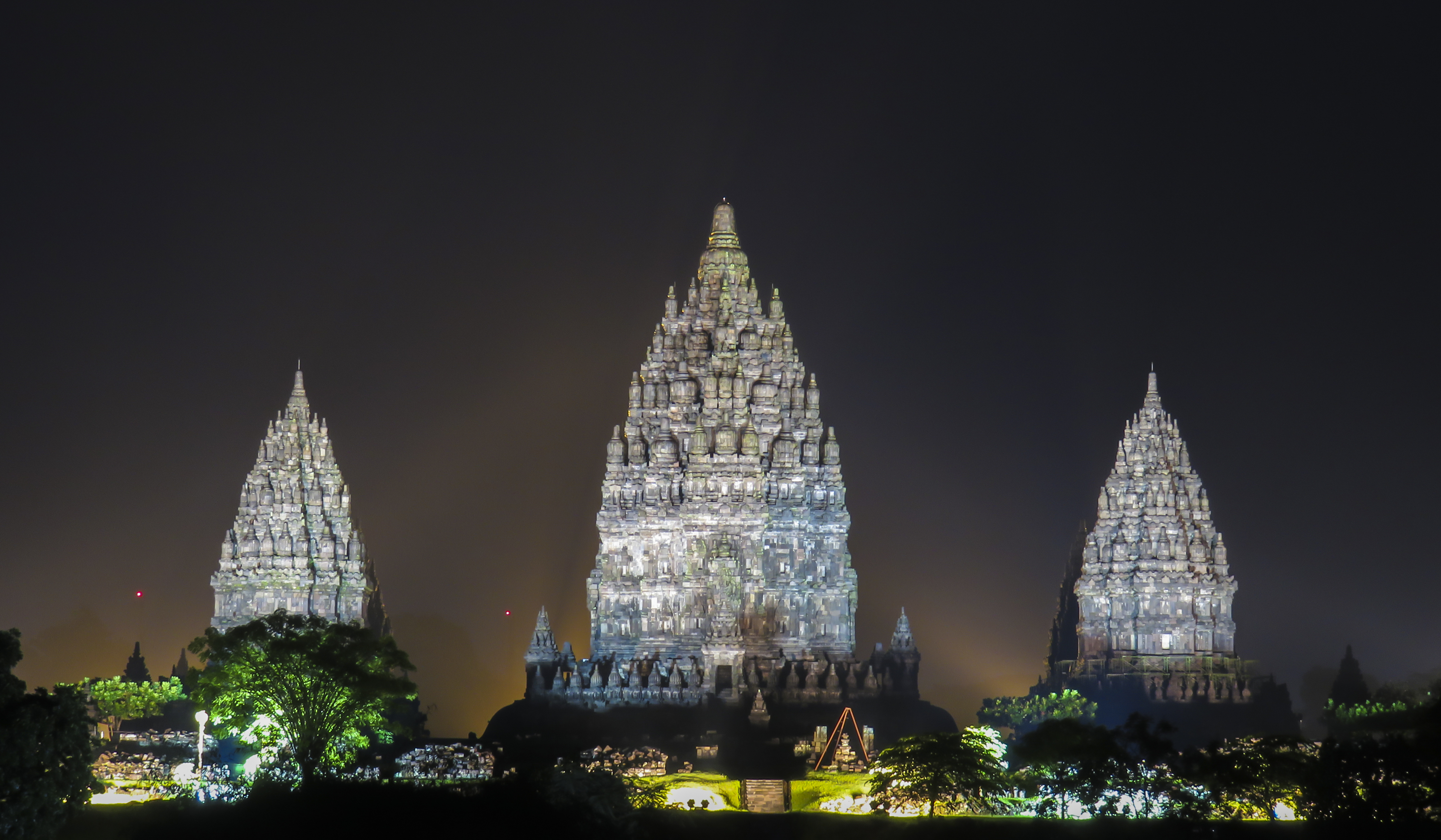
在公元8世紀建造的普蘭巴南印度教廟宇群（位於日惹附近）。

這篇爪哇印度教（英語：Hinduism in Java）以簡短篇幅敘述印度教在印尼爪哇島的發展歷史及現況。
史上印度教曾在爪哇島發揮過重要宗教和文化上的影響。印度教在近年也享有某種程度的復興，尤其是在是在爪哇的東部。

## 歷史
在公元第1和第2個千紀時期，爪哇島和蘇門答臘島都受到甚大的印度文化影響（參見印度文化圈）。印度教和佛教有共同的歷史背景，在海洋東南亞地區廣泛傳播，兩者信徒甚至有時會有重疊。
梵語身為傳播印度教的工具，在爪哇島享有崇高的地位（參見印度文化影響領域）。當地曾興建過許多印度教廟宇，包括位於日惹附近，被指定為世界遺產的的普蘭巴南考古遺址；許多印度教王國在此期間蓬勃發展，其中最重要的是滿者伯夷王朝。
在6及7世紀，許多航海王國在蘇門答臘島和爪哇島興起，它們控制馬六甲海峽的水域，並藉著經營與中國與印度，甚至是更遠地區的海上貿易而繁榮（參見印度對東南亞影響歷史#Indonesia）。在此期間，有來自印度的學者訪問這些王國，並協助把印度教文學和宗教經書翻譯成當地文字。
滿者伯夷王朝起源於爪哇中部，並統治現在印尼西部的大部分地區。信仰伊斯蘭教的王國於爪哇島西部興起後，滿者伯夷王國遭到推翻，殘餘勢力最終被迫遷移到到巴厘島。
雖然爪哇島人在15世紀及之後基本上已皈依伊斯蘭教，但印度教，以及印度教之前即已存在的大量習俗和信仰元素仍存留於爪哇社會中。特別是在爪哇中部和東部，被稱為阿邦甘（也稱為“名義上的”穆斯林）居人口中的絕大多數，這類“爪哇主義者（參見科賈文信仰）”在信仰正統的伊斯蘭教義之外，也同時保有爪哇的民間信仰。

## 對抗伊斯蘭教的倖存者

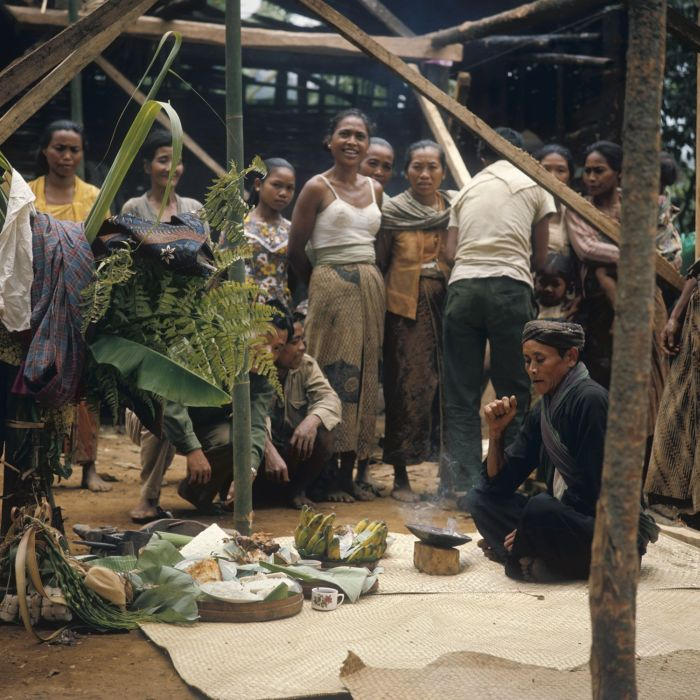
騰格爾族呈給神祇的供品（1971年）。

印度教或是印度教加上泛靈論的融合在幾個爪哇社區中受到保存，其中許多聲稱自己是滿者伯夷武士和王室的後裔。在東爪哇省外南夢縣的歐信族居住所在，其宗教與巴厘島印度教徒有甚多雷同之處。居住布羅莫火山山腳下的騰格爾族的信仰，官方記載為印度教，但其中包含許多佛教元素，包括尊崇釋迦摩尼以及印度教的三聖一體（梵天、毘濕奴和濕婆）。在萬丹省的巴杜族所信奉的古巽他族信仰，融合有印度教的元素。許多爪哇社區仍信奉科賈文信仰，是種把泛靈論、佛教及印度教元素融合在一起的信仰。日惹是這種科賈文信仰的大本營。

## 現代復興
對於爪哇島上兩個距離不遠（約40公里）且文化相似的地區，當地人改宗信仰印度教的情況並不一致，而激發人們研究其原因的興趣。日惹地區的改宗零零星星，而在克拉滕縣的改宗則有爪哇島上最高的比率。有人認為這種差異源於當地人對伊斯蘭教抱持不同的看法。由於1965年至1966年之間發生在克拉滕縣的殺戮事件（參見印度尼西亞大屠殺 (1965年－1966年)），嚴重程度遠高於日惹，因此在克拉滕縣的公共事務，政治化的程度遠高於日惹。當時在克拉滕縣執行殺戮者與伊斯蘭教有較大的關聯，因此當地人多數人選擇從依伊斯蘭教皈依到印度教（和基督教）。而具有科賈文信仰者也擔心未具有一神論信仰而遭到整肅，也選擇皈依印度教，但他們可能並非全然信奉。有許多住在拉武火山一帶，和住在諫義里的許多新“印度教徒”就是這樣的情況。
一個地區如有印度教廟宇的存在，無論是古代廟宇遺址 (禪邸) 被重新用作印度教禮拜場所，或是新近興建的廟宇 (pura)，有時也會具有鼓勵當地人重新加入印度教的功能。例如普蘭巴南的廟宇群遺址就位於克拉滕縣。還有在爪哇東部，有座建造在爪哇最高山峰塞梅魯火山山坡上，名為Pura Mandara Giri Semeru
Agung的重要廟宇，也產生鼓勵當地人皈依的效果。在下述幾座印度教新廟宇均發生大規模的改宗事件:一座名為Pura Agung Blambangan（建在略有考古遺跡，與爪哇最後一個印度教王朝 - 布蘭班根王朝有關聯的地方）。另一座名為Pura Loka Moksa Jayabaya（位於諫義里附近的Menang村），據說12世紀的印度教國王和先知賈亞巴亞在那裡達到精神解脫（moksa）的境界。另一座稱為Pura Pucak Raung，位於東爪哇省的新廟宇，在巴厘島文學中，廟宇所在被提及為印度教仙人馬康德亞在公元5世紀從那兒把印度教引入巴厘島。
在古代印度教廟宇遺址附近發生大規模改宗的案例有：在滿者伯夷首都莫佐克托附近的特魯烏蘭，當地有場運動，致力取得一座發掘出的印度廟遺址控制權，而將其恢復為印度教禮拜場所。這座寺廟將用來供奉加查·馬達，加查·馬達的功績是把滿者伯夷由小王國擴充成為一個帝國。東爪哇地區在抵抗伊斯蘭化方面有較鮮明的歷史，但今日印度教也在中爪哇省普蘭巴南遺跡一帶擴張。
印尼前總統蘇卡諾的女兒梅加瓦蒂·蘇加諾普特麗曾在2001-2004年擔任印尼的總統，她的妹妹蘇克馬瓦蒂·蘇卡諾普特里在2021年宣布正式改宗，由伊斯蘭教皈依印度教。